# Zamulînți, Colomeea
Zamulînți (în ucraineană Замулинці) este un sat în comuna Semakivți din raionul Colomeea, regiunea Ivano-Frankivsk, Ucraina.

## Demografie
Componența lingvistică a localității Zamulînți
     Ucraineană (99,69%)
     Alte limbi (0,2%)
Conform recensământului din 2001, majoritatea populației localității Zamulînți era vorbitoare de ucraineană (99,69%), existând în minoritate și vorbitori de alte limbi.